# FC Kaganat
FC Kaganat, eller tidigare Akademija Osj, är ett kirgizisk fotbollsklubb från Osj i Kirgizistan. Klubben grundades år 2018.

## Meriter
Kirgiziska ligan: 0 2010
- 8:e pl.: 2018 och 2019

## Placering tidigare säsonger
Akademija Osj
| Säsong | Nivå | Liga           | Placering | Referens | Notering |
| ------ | ---- | -------------- | --------- | -------- | -------- |
| 2018   | 1    | Top Liga       | 8         | [ 2 ]    |          |
| 2019   | 1    | Premjer Ligasy | 8         | [ 3 ]    |          |

FC Kaganat
| Säsong | Nivå | Liga           | Placering | Referens    | Notering |
| ------ | ---- | -------------- | --------- | ----------- | -------- |
| 2020   | 1    | Premjer Ligasy | 6         | [ 4 ]       |          |
| 2021   | 1    | Premjer Ligasy | 5         | [ 5 ]       |          |
| 2022   | 1    | Premjer Ligasy | 6         | [ 6 ] [ 7 ] |          |